# LT&SR Cattle Van 4
Die zweiachsigen gedeckten Güterwagen nach Musterblatt 4 zum Viehtransport (im Englischen mit Cattle Van bezeichnet) der britischen London, Tilbury and Southend Railway (LT&SR) wurden zwischen 1880 und 1896 gebaut.

## Geschichte
Die Wagen dieser Baureihe entstanden erstmals 1880. Insgesamt wurden bis 1896 bei drei verschiedenen Wagenbauanstalten 195 Exemplare gebaut. Sie waren, wie die meisten Güterwagen der Gesellschaft, hellgrau lackiert.
Nach der Übernahme der LT&SR durch die Midland Railway (MR) 1912 wurden die Wagen – wie bei der MR üblich – als Cattle Wagons bezeichnet.
| Baujahr | Hersteller                                      | Anzahl | Bahnnummer |
| ------- | ----------------------------------------------- | ------ | ---------- |
| 1880    | Metropolitan Railway Carriage and Wagon Company | 100    | 1–100      |
| 1891    | Midland Railway Carriage and Wagon Company      | 50     | 833–882    |
| 1896    | Brown, Marshalls and Co.                        | 45     | 899–943    |

## Umbauten

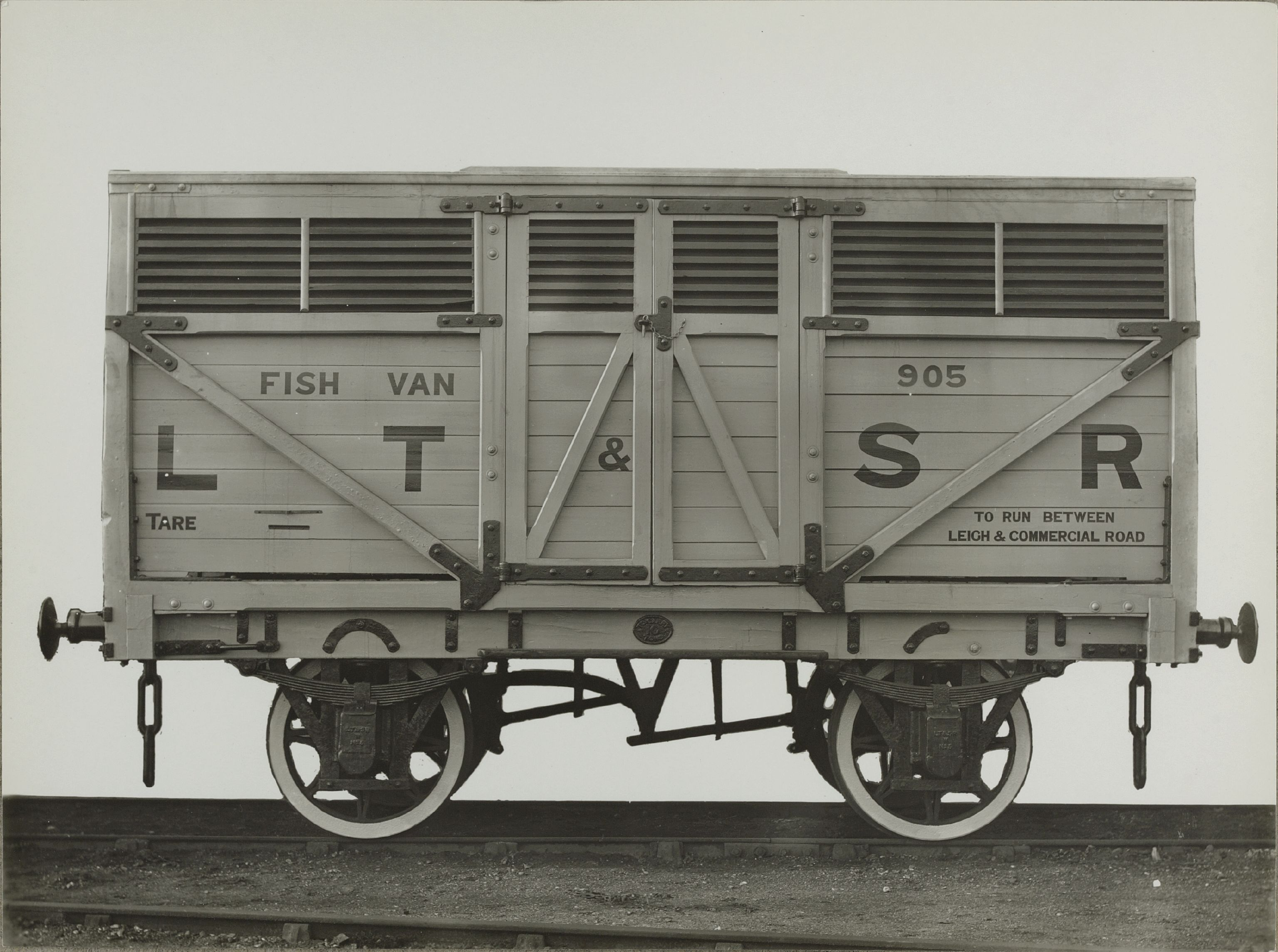
Fish Van

1904 wurden die 1896 gebauten Wagen Nr. 904 und 905 zu Güterwagen für den Fischtransport, sogenannten Fish Vans, nach Musterblatt 13 umgebaut. Der Umbau erfolgte in den bahneigenen Werkstätten in Plaistow im London Borough of Newham. Die Wagen bekamen einen weißen oder sehr hellen Anstrich und eine dunkle Beschriftung. Der genaue Farbton ist nicht bekannt.
Nach der Übernahme durch die MR wurden die beiden Wagen wieder zu normalen gedeckten Güterwagen umgebaut und bekamen die auch bei der MR übliche grau Farbe.
Zwei weitere Wagen, die bereits 1891 gebauten Nummern 874 und 875, wurden später in Plaistow gemeinsam mit 15 gedeckten Güterwagen nach Musterblatt 9 zu Güterwagen für den Fleischtransport, sogenannten Meat Vans, umgebaut.